# 토니 자
토니 자(Tony Jaa, 1976년 2월 5일 ~ )는 본명이 타차꼰 이람(ทัชชกร ยีรัมย์)인 태국의 영화배우이자, 영화감독이다. 1994년, 영화 《Plook mun kuen ma kah 4》로 데뷔하였다. 태국에서는 '짜 파놈(Jaa Panom)'으로도 잘 알려져 있다. 원래의 이름은 '워라윗 이람'이었으나, '파놈 이람'으로, 다시 '타차꼰 이람'으로 이름을 바꾸었다.

## 작품 목록

### 영화
- 2020년 주짓수 - 쿠엥 역
- 2018년 엽문 외전
- 2018년 더 레이드 3
- 2017년 공수도 (단편)
- 2017년 트리플 스렛
- 2017년 굿바이 미스터 루저
- 2017년 파라독스 - 탁 역
- 2015년 살파랑2: 운명의 시간 - 차 역
- 2011년 똠얌꿍 2[2]
- 2009년 옹박: 더 레전드 - 티엔역
- 2007년 보디가드 2
- 2005년 옹박 : 두 번째 미션 - 캄 역
- 2004년 옹박 : 무에타이의 후예 - 팅 역